# خاندان تسوگارو
خاندان تسوگارو انگلیسی: 津軽氏 Tsugaru-shi یکی از خاندان های سامورایی در شمال غربی ژاپن بود.